# Erschmatt
Erschmatt (toponimo tedesco; in dialetto locale Eersch) è una frazione di 279 abitanti del comune svizzero di Leuk, nel Canton Vallese (distretto di Leuk).

## Storia

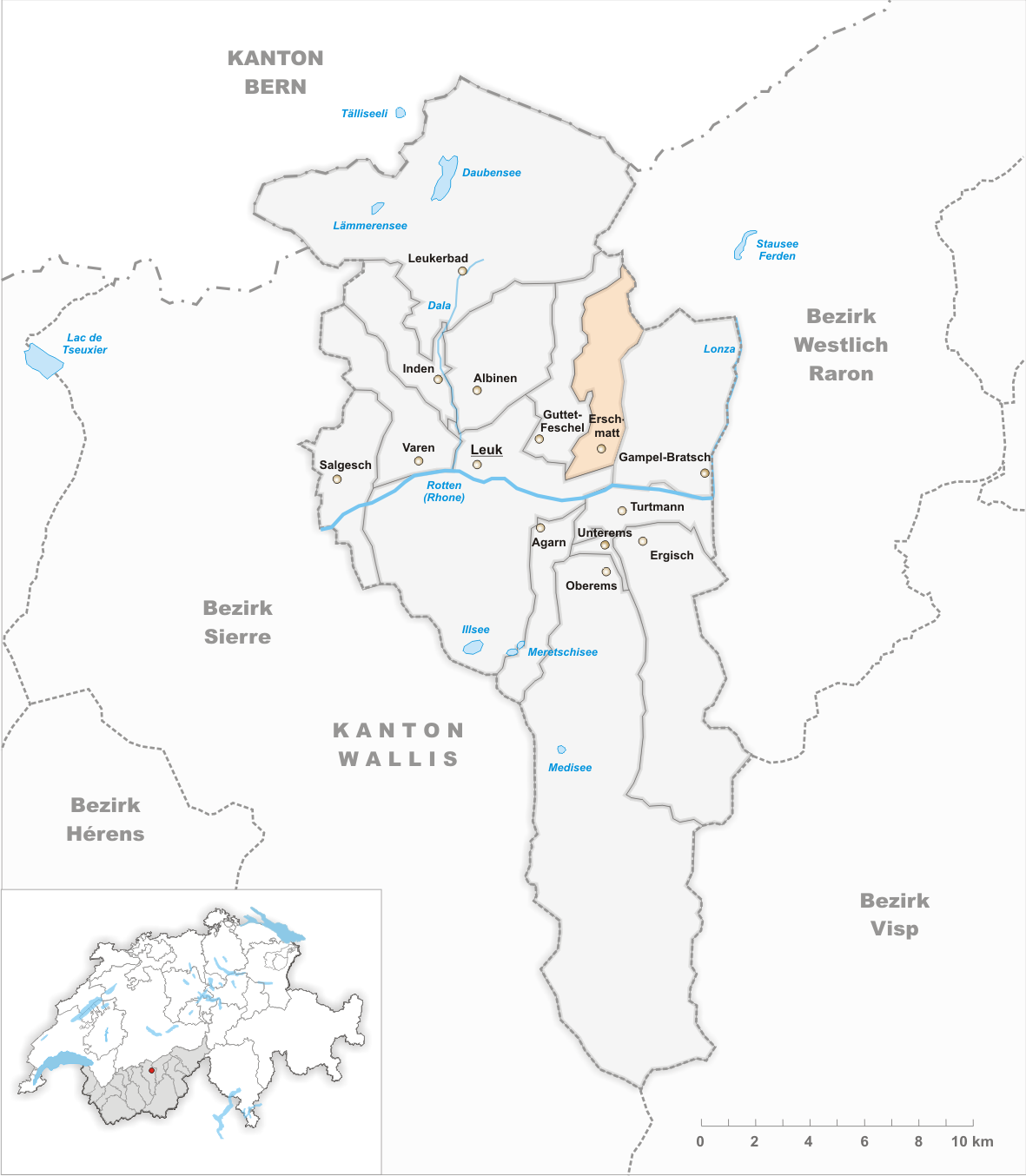
Il territorio del comune di Erschmatt prima degli accorpamenti comunali del 2013

Già comune autonomo che si estendeva per 11,2 km² e che comprendeva anche la frazione di Brentschen, nel 2013 è stato accorpato al comune di Leuk.

## Monumenti e luoghi d'interesse

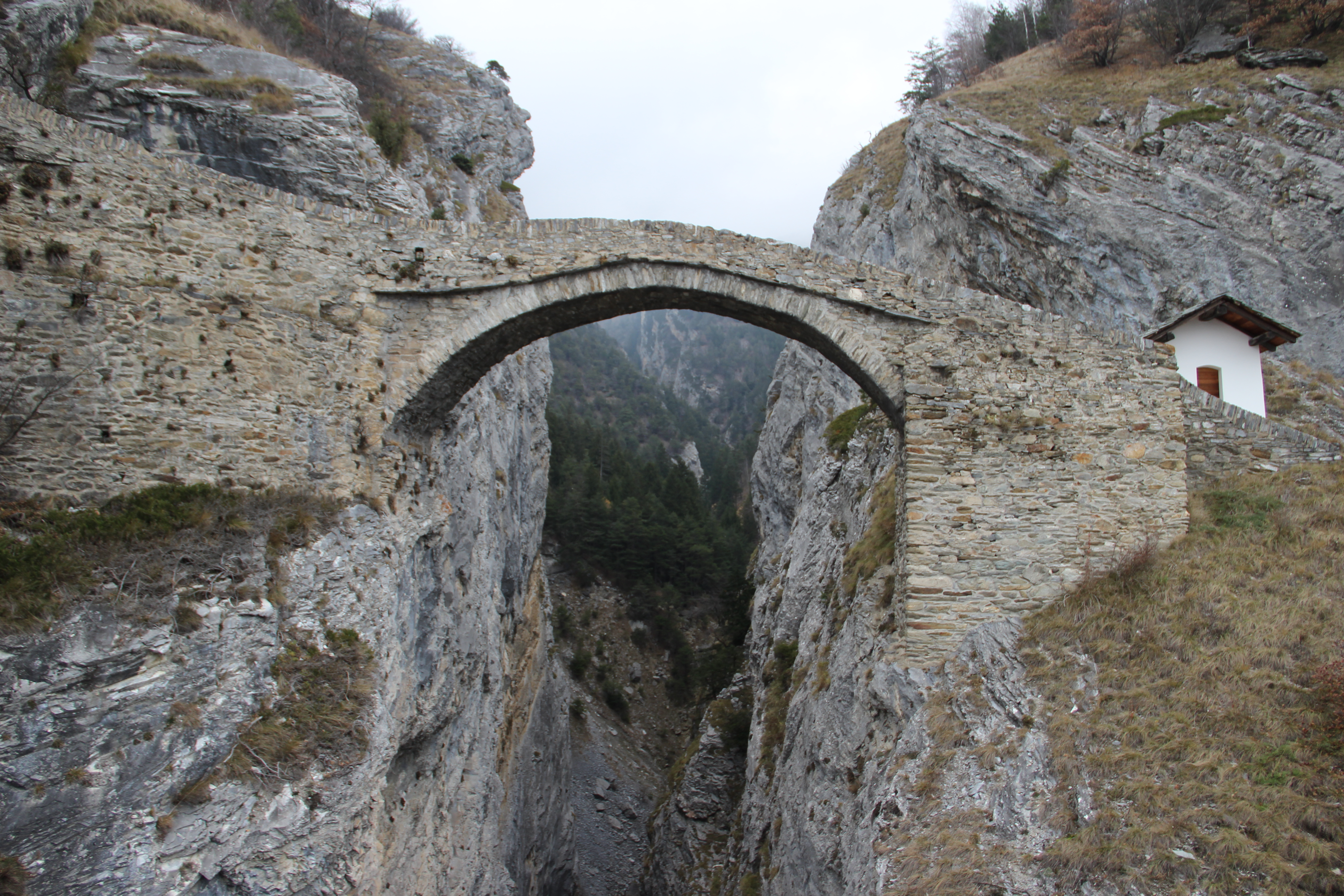
Il Ponte Alto

- Chiesa parrocchiale cattolica di San Michele, eretta nel 1710-1712[1];
- Ponte Alto o Ponte del Diavolo, attestato dal 1563[1].

## Società

### Evoluzione demografica
L'evoluzione demografica è riportata nella seguente tabella:
Abitanti censiti

## Amministrazione
Ogni famiglia originaria del luogo fa parte del cosiddetto comune patriziale e ha la responsabilità della manutenzione di ogni bene ricadente all'interno dei confini della frazione.